# Dirk Gerrit Draayer
Dirk Gerrit Draayer (Dieren, 4 april 1879 - Schiedam, 26 februari 1968) was van 1934 tot 1936 burgemeester van Wormerveer en van 10 augustus 1941 tot 10 mei 1945 burgemeester van Schiedam.

## Jeugd
De jeugdige Draayer was een verdienstelijk wedstrijdzwemmer en zoon van HBS-onderwijzer Willem Draayer en Virgine Lucie Waardenburg. Na de gemeentelijke HBS in Leiden te hebben doorlopen werd hij cadet aan de Koninklijke Militaire Academie in Breda.

## KNIL
Draayer werd in van 1899 benoemd tot tweede-luitenant der Infanterie van het Nederlands-Indisch leger waarbij hij de verschillende rangen doorliep. Hij vertoefde 12 jaar op Atjeh bij de marechaussee en bij de Topografische Dienst. Na een pauze van acht maanden in Nederland, vanaf 1925, werd hij aangesteld als commandant van Djambi en Palembang.
Een kort verslag van een actie in Atjeh, opgetekend in het Leidsch Dagblad van 16 juli 1903: 
"Uit Kotta-Radja werd 15 juni 1903 gemeld: De eerste luitenant der infanterie D.G. Draayer overviel in Paja-pangkat, een bende onder Tjoet Moehamad. Negen vijanden werden neergelegd; drie geweren, model 1895, ledergoed en munitie buit gemaakt. Tijdens enige patrouilles door een detachement onder de tweede luitenant der infanterie L. Dersjant in Daja gemaakt, sneuvelden negentien vijanden; als buit werden vele vuur- en blanke wapens medegenomen. De Europese fuselier Ploeger, algemeen stambooknummer 49216, werd in een prauw op de Woyla-rivier gewond. Hij sprong overboord en verdronk."
Draayer behoorde tot de oude marechaussees van generaal Van Heutz, waarna hij in 1927 als generaal-majoor met pensioen ging.

## Interbellumin Nederland
Na zijn terugkeer in Nederland studeerde hij te Leiden, waar hij in 1932 doctoraal examen in de rechten deed. In 1934 werd hij benoemd tot burgemeester van Wormerveer. In 1936 kwam hier een einde aan nadat hij werd benoemd tot directeur-generaal van de Afdeling Werkverschaffing en Steunverlening van het departement van Sociale Zaken.
In november 1937 heette Draayer een Duitse delegatie welkom in Amsterdam, bestaande uit de gezantschapsraad Feine en van het consulaat-generaal te Amsterdam de consul Jung. Rijksminister Seldte werd vergezeld door de Ministerial-Direktor dr. Engel, Oberregierungsrat dr. Münz, Regierungsrat dr. Hildebrandt, allen van het Rijksministerie van Arbeid, en Ministerialrat Neumann van het Rijksministerie voor Voedselvoorziening. Rijksminister Seldte dankte mede namens zijn reisgenoten voor de vriendelijke ontvangst. 
"Met wat wij in Duitsland op het gebied van werkverschaffing en voedselvoorziening hebben geleerd hopen wij te kunnen begrijpen wat gij ons toont."
Draayer promoveerde in 1938 op het proefschrift getiteld 'De rechtstoestand van de officier bij de Koninklijke Nederlandse Landmacht' tot doctor in de rechtsgeleerdheid.
Op op 10 augustus 1938 verleende de Führer en rijkskanselier het Kruis van Verdienste van de Duitse Adelaar eerste klasse aan de directeur-generaal van de Nederlandse Werkverschaffing, D.G. Draayer.
In 1939 maakte Draayer deel uit van een commissie die richtlijnen heeft samengesteld waaraan Journaalfilms in oorlogstijd moeten voldoen.

## Tweede Wereldoorlog
Op 1 september 1940 werd Draayer tevens hoofd van de administratie van de Nederlandse Opbouwdienst, een door de Duitsers opgerichte overgangsorganisatie ter ontmanteling van het Nederlandse leger in bezettings- en/of crisistijd. De genoemde dienst moest een verdere stijging van het werkloosheidspercentage, te weten het uitvloeisel van de ontslagen binnen defensie, voorkomen. Het beleid was een voortzetting van een eerder arbeidsverschaffingsbeleid.
Rijkscommissaris Arthur Seyss-Inquart voor het bezette Nederlandse gebied benoemde Draayer in augustus 1941 tot burgemeester van Schiedam.
Op 15 januari 1942 verordeneerde burgemeester Draayer in het kader van de Luchtbeschermingsdienst, bij gebouwen of percelen in Schiedam behorende stoepen, hekken, kettingpaaltjes en dergelijke obstakels te voorzien van witte verf of van witgeverfde latten.
Op 17 februari nam de Duitsgezinde Draayer deel aan een eenpansmaaltijd. E. M. Baerveldt, die de organisatie van de Nederlandse Volksdienst in Schiedam leidde, gaf een uiteenzetting van de dienst; de heer F. Schneider, Ortsgruppenleiter van de Ortsgruppe Schiedam der N.S.D.A.P., sprak het openingswoord.
Op 20 februari 1942 vond een grote manifestatie van het NVV plaats in Rotterdam waar Draayer één van de genodigden was. Ir. A.A. Mussert, leider van de N.S.B., hield een rede in de Rivièra-hal van Diergaarde Blijdorp in tegenwoordigheid van Dr. C. Völckers.
Op 27 juli 1942 volgde een boottochtje naar Schoonhoven. Aan boord van de IJsel I bevonden zich dr. C. Vólckers, Beauftragte van de Rijkscommissaris voor Rotterdam, majoor E. Werner, commandant van de Ordnungspolizei; dr. Jütting, plv. voorzitter van de afd. Rotterdam der N.D.K.; voorts de heren J. Hank, referent bij de Beauftragte; Königs, plaatsvervangend leider van de Sicherheitsdienst; en de Schiedamse burgemeester dr. D.G. Draayer.
In Kethel werd op 10 juli 1943 een R.K. School voor Voortgezet Lager Onderwijs voor jongens en meisjes geopend. Onder andere de burgemeester van Schiedam, dr. Draayer was bij de opening aanwezig. Er werd o.a. landbouwonderwijs voor jongens en huishoudonderwijs voor meisjes gegeven.

## Naoorlogse jaren
Met toepassing van de Wet Zuivering Nederlandse Ridderorden 1946 is bij Koninklijk Besluit het lidmaatschap van de Orde van de Nederlandse Leeuw in 1950 ontnomen aan dr. D.G. Draayer.
In 1962 was D.G. Draayer het oudste lid van Leidens oudste voetbalvereniging ASC.